# Pieścidła
Pieścidła – wieś sołecka w Polsce położona w województwie mazowieckim, w powiecie płońskim, w gminie Naruszewo.
Prywatna wieś szlachecka położona była w drugiej połowie XVI wieku w powiecie zakroczymskim ziemi zakroczymskiej województwa mazowieckiego. W latach 1975–1998 miejscowość administracyjnie należała do województwa ciechanowskiego.
W miejscowości pozostałości parku z połowy XIX wieku, w pobliżu grodzisko wczesnośredniowieczne (XII wiek).